# The End of the Innocence (chanson)
Pour les articles homonymes, voir The End of the Innocence.
Singles de Don Henley
Sunset Grill
(1985) The Last Worthless Evening
(1989)
The End of the Innocence est une chanson interprétée par le chanteur de rock américain Don Henley qu'il a écrite et composée avec Bruce Hornsby. Sortie en single le 6 juin 1989, il s'agit du premier extrait de l'album du même titre.
Elle connaît le succès essentiellement aux États-Unis et au Canada et devient une des chansons emblématiques de Don Henley.
Les paroles évoquent une vision idéaliste des valeurs que les États-Unis sont censés incarner selon le chanteur et comment, sous les deux mandats présidentiels de Ronald Reagan, cet idéal fut sévèrement meurtri. 
Lors de l'enregistrement, Bruce Hornsby joue du piano tandis que Wayne Shorter est présent au saxophone soprano.

## Distinctions
La chanson est nommée aux Grammy Awards en 1989 dans les catégories chanson de l'année et enregistrement de l'année, tandis que l'album auquel elle donne son titre est nommé dans la catégorie album de l'année et gagne le trophée de la meilleure prestation rock masculine.
Le clip, réalisé en noir et blanc par David Fincher remporte en 1990 le MTV Video Music Award de la meilleure vidéo masculine, il est aussi nommé dans les catégories vidéo de l'année, meilleure direction artistique, meilleur montage, meilleure photographie et choix des téléspectateurs.

## Classements hebdomadaires
| Classements (1989)                         | Meilleure position |
| ------------------------------------------ | ------------------ |
| Allemagne (GfK Entertainment)              | 54                 |
| Canada (RPM Top Singles)                   | 3                  |
| États-Unis (Billboard Hot 100)             | 8                  |
| États-Unis (Hot Adult Contemporary Tracks) | 2                  |
| États-Unis (Mainstream Rock Songs)         | 1                  |
| Pays-Bas (Single Top 100)                  | 70                 |
| Royaume-Uni (UK Singles Chart)             | 48                 |

## Reprises
Bruce Hornsby, coauteur de la chanson, l'a enregistrée à son tour en 1994.
Bob Dylan l'a reprise plusieurs fois sur scène en 2002.